# Феттнер, Мануэль
Мануэ́ль Фе́ттнер (нем. Manuel Fettner; род. 17 июня 1985, Вена) — австрийский прыгун с трамплина, серебряный призёр Олимпийских игр 2022 года, чемпион мира 2013 года в команде.

## Спортивная карьера
Мануэль Феттнер начал свои выступления в Кубке мира в 2001 году. На протяжении долгих лет своей карьеры он выступал по большому счету безуспешно, лишь изредка отбираясь в десятку сильнейших. Он также практически никогда не отбирался в основной состав сборной команды Австрии на различные турниры. Но, в конце концов, на чемпионате мира 2013, который прошёл в итальянском городе Валь-ди-Фьемме, в связи с отсутствием одних из сильнейших австрийцев — Мартина Коха и Андреаса Кофлера, вместе с другими австрийцами Томасом Моргенштерном, Вольфгангом Лойцлем и Грегором Шлиренцауэром он вошёл в основную сборную и принял участие в командном турнире. Фактически, он принес своей команде победу и стал автором весьма запоминающегося и оригинального момента. Совершив во втором раунде сравнительно далекий прыжок (128 м), он неудачно приземлился, в результате чего одна из его лыж отлетела. Но Феттнер сумел сохранить спокойствие и хладнокровие и, мгновенно среагировав, стал всеми силами предотвращать падение. Поскольку его не состоялось, оценки за технику были снижены незначительно, что позволило Австрии с крупным отрывом стать текущим лидером и победить по результатам всех попыток.
Звездным часом Мануэля Феттнера можно назвать этап Турне четырёх трамплинов 2010/2011 в Оберстдорфе, где он занял 3-е место и получил звание «Человека дня» (англ. The Man of the Day).
На этапах Кубка мира в активе у Мануэля один подиум (3 место на трамплине HS134).
На XXIV зимних Олимпийских играх в Пекине во второй день соревнований 6 февраля 2022 года в индивидуальных прыжках с нормального трамплина завоевал олимпийскую серебряную медаль.